# 希代格谢格
希代格谢格，是匈牙利杰尔-莫雄-肖普朗州所辖的一个村。总面积16.90平方公里，总人口359，人口密度21.2人/平方公里（2011年1月1日）。